# Iglesia de El Salvador (Simancas)
La iglesia parroquial de El Salvador es un templo católico de la villa de Simancas, Provincia de Valladolid, Castilla y León, España. 
Sus orígenes constructivos se remontan al románico medieval (torre, que remite al estilo de la, la torre de la colegiata de Valladolid). La mayor parte del edificio que se conserva actualmente se erigió en los inicios del siglo XVI, por lo que estéticamente mezcla el Gótico y el Renacimiento (más el estilo gótico con bóveda de crucería, planta de salón).

## Descripción
Está situada sobre una elevación de terreno, el atrio, intervenido hace una década, contiene en el subsuelo restos de las gentes más humildes.  Se accede por unas escaleras, por la calle donde se encuentra el claustro o por una adecentada escalinata desde la calle del Atrio. De sus orígenes románicos solo se conserva la torre del siglo XII, el resto es de los siglos XIII, XIV, XV Y XVI. El templo es de estilo gótico tardío con influencias renacentistas. Como curiosidad, hay una concha de peregrino en su fachada, y en el interior se conserva el retablo de Santiago, ya que forma parte del Camino de Santiago.
El interior es de planta de salón, con tres naves cubiertas en todos sus tramos con bóvedas de crucería estrellada. Conserva importantes retablos, tallas, pinturas y una colección de orfebrería litúrgica de plata, de los siglos XVI y XVIII. Son de destacar La Piedad, de Francisco de la Maza, (considerada entre las mejores obras de este discípulo de Juan de Juni), dos retablos (el mayor, plateresco, y el de la Resurrección, renacentista), así como una cruz procesional labrada en plata.
Adosado al templo se encuentra un claustro, formado por sencillas arcadas de medio punto sostenidas por columnas de fuste y capitel liso, construido, como el resto del edificio, en el siglo XVI.

## Galería de imágenes

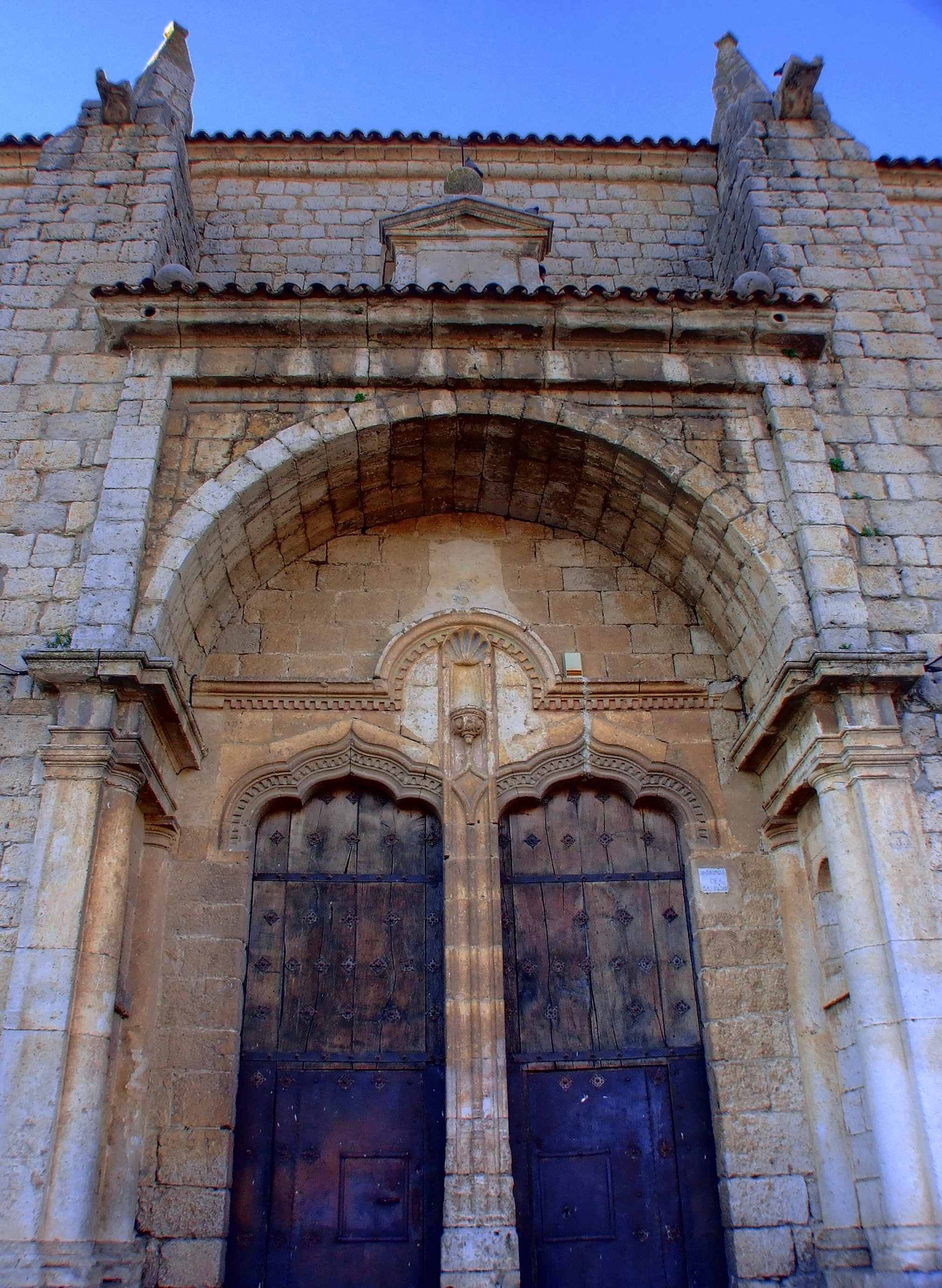
Portada tardogotica
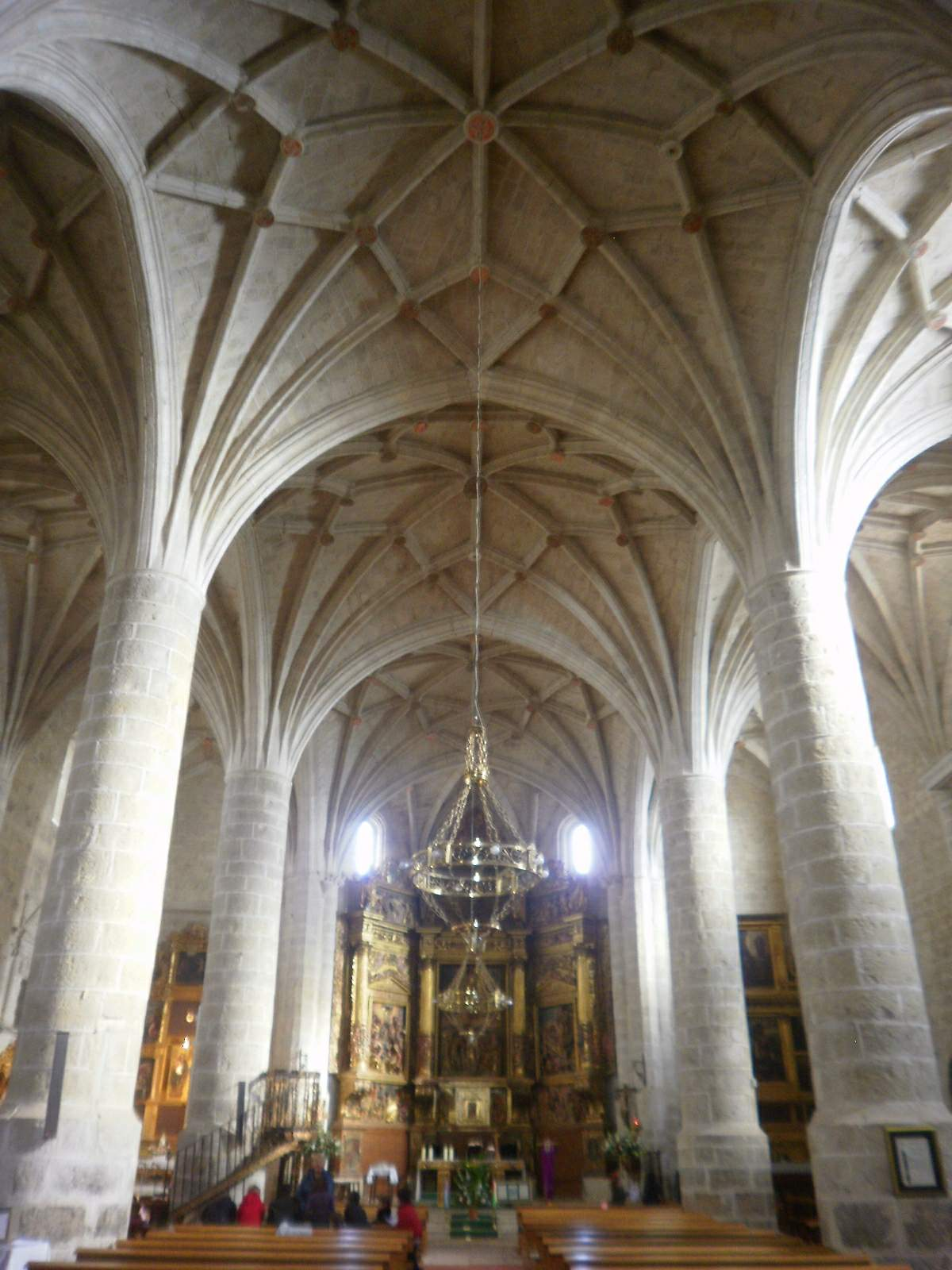
Aspecto del interior del templo
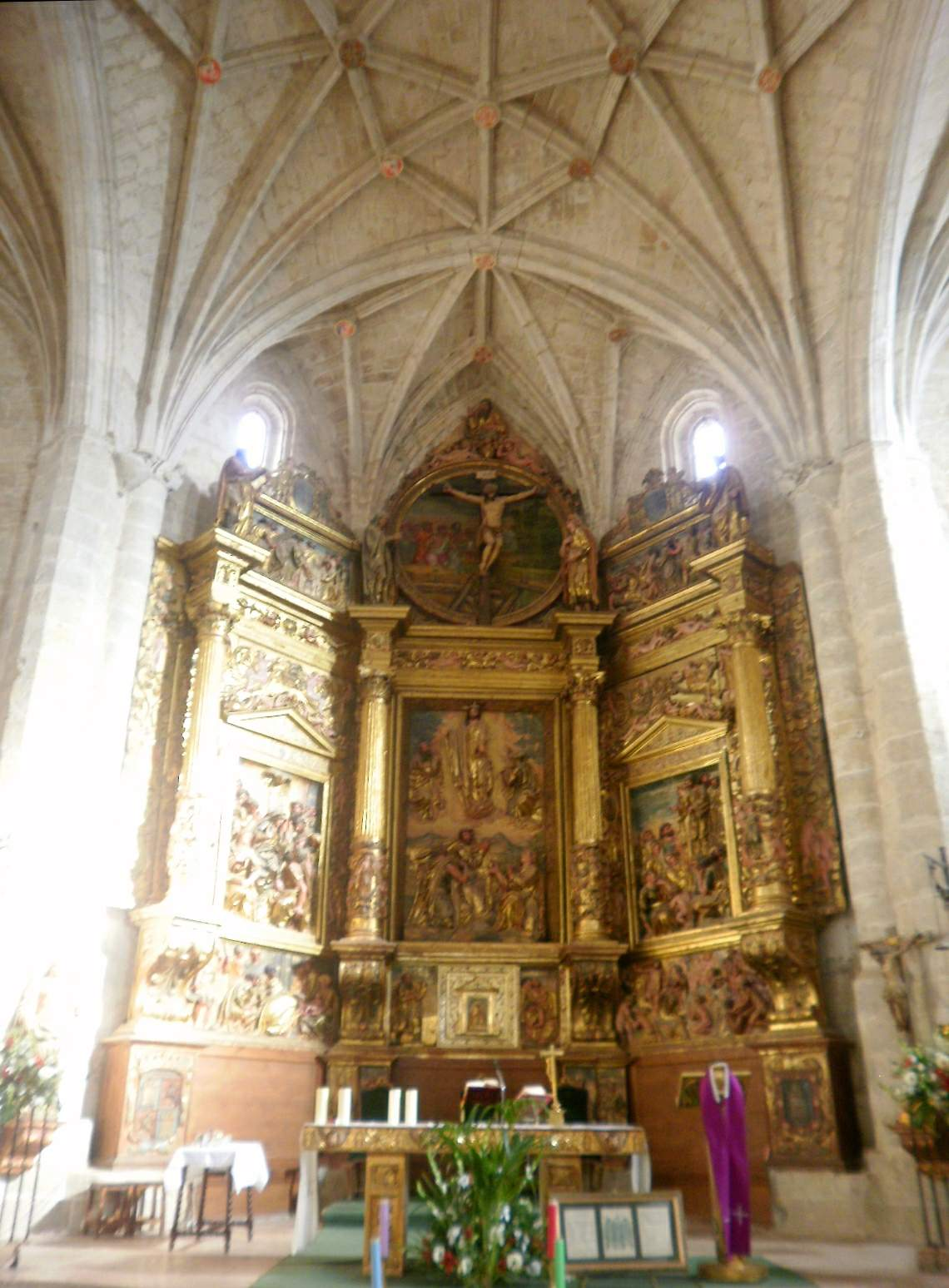
Retablo mayor renacentista
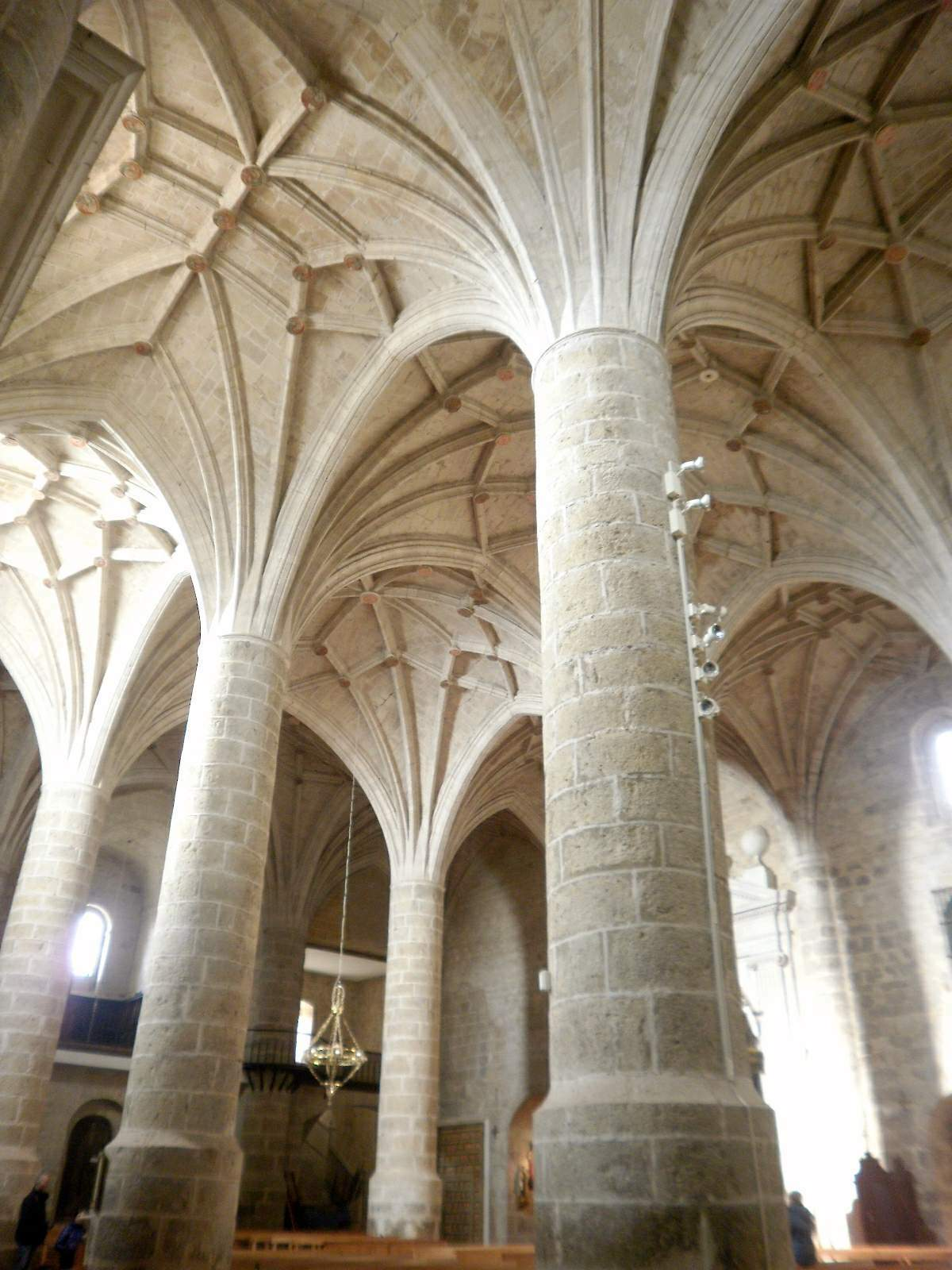
Aspecto del interior del templo
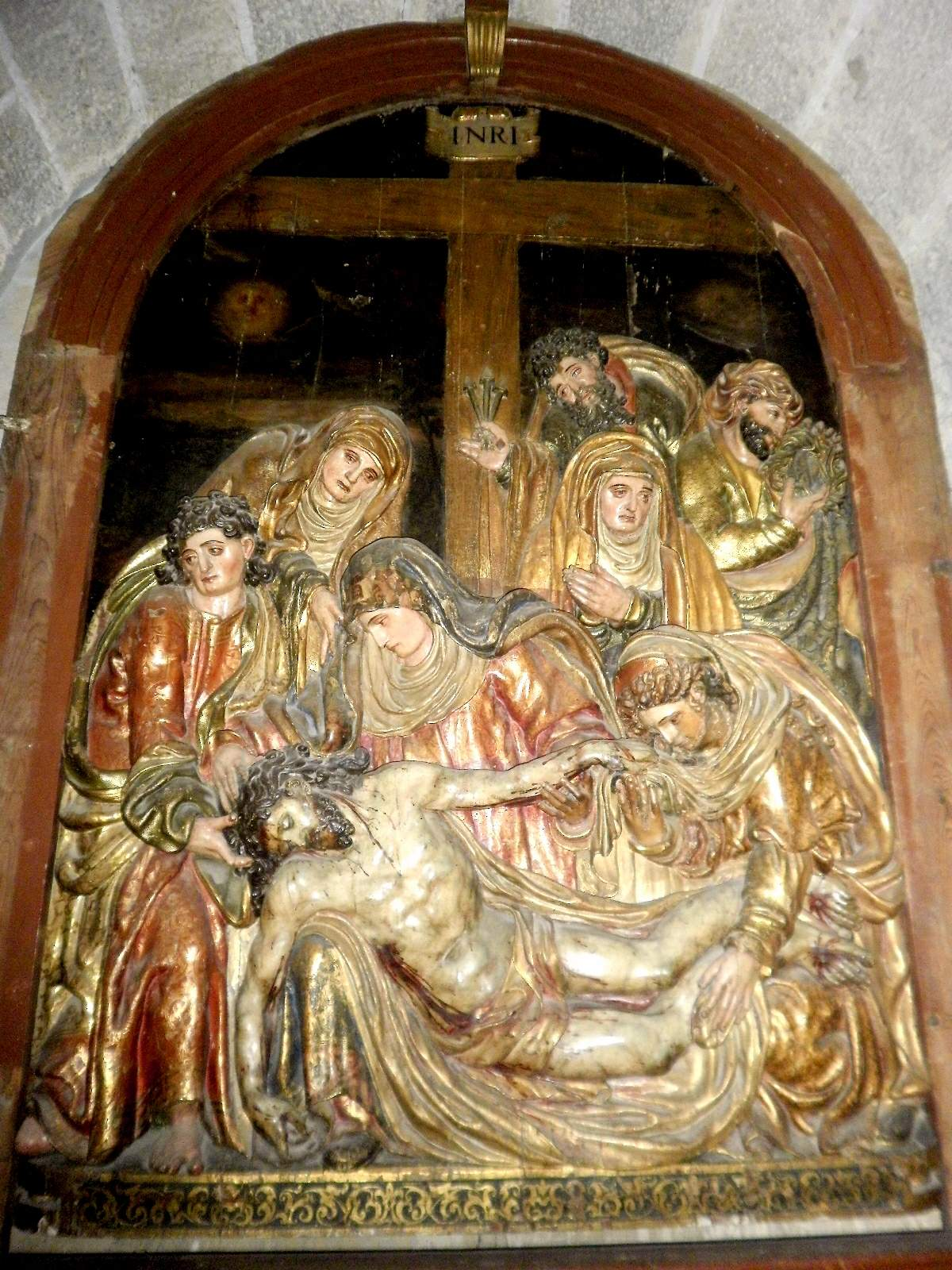
Relieve de la Piedad
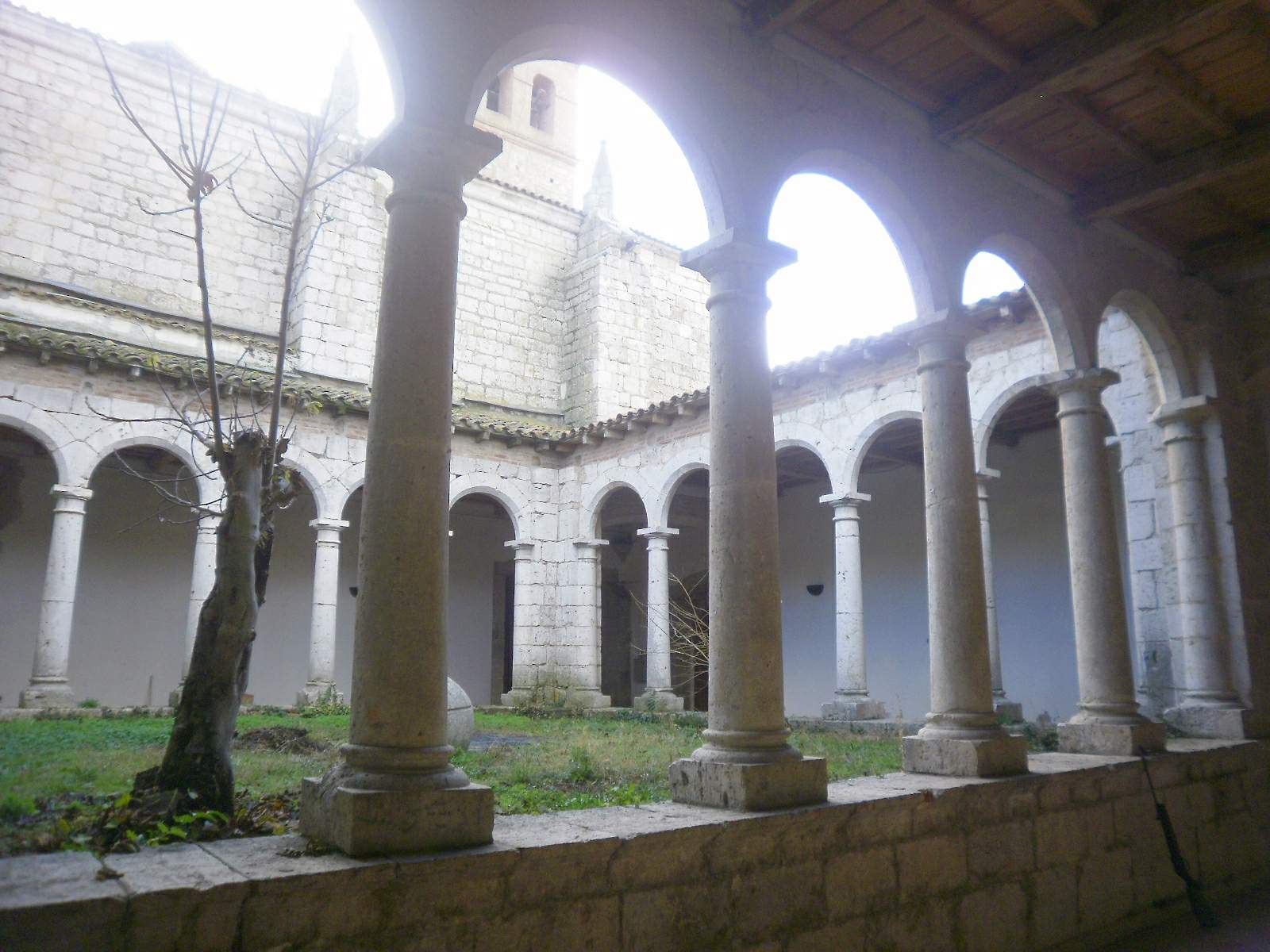
Claustro renacentista